# Главное — не бояться!
«Гла́вное — не боя́ться!» (англ. A Little Bit of Heaven) — романтическая трагикомедия режиссёра Николь Кэссел. В главных ролях снимались Кейт Хадсон и Гаэль Гарсиа Берналь.

## Сюжет
Марли — красивая, молодая и успешная во всех областях девушка, кроме сердечных дел. Её подход к жизни резко меняется, когда у неё обнаруживают рак…

## В ролях
| Актёр                | Роль                       |
| -------------------- | -------------------------- |
| Кейт Хадсон          | Марли Корбетт              |
| Гаэль Гарсиа Берналь | Джулиан Голдстейн          |
| Кэти Бэйтс           | Беверли Корбетт мать Марли |
| Люси Панч            | Сара Уокер                 |
| Романи Малко         | Питер Купер                |
| Розмари Деуитт       | Рене Блэр                  |
| Вупи Голдберг        | Бог                        |
| Трит Уильямс         | Джек Корбетт               |
| Стивен Уэбер         | Роб Рэндольф               |
| Питер Динклэйдж      | Винни                      |
| Алан Дэйл            | доктор Сандерс             |